# Прапор Стражгорода
Прапор Стражгорода — офіційний символ села Стражгород, Гайсинського району Вінницької області, затверджений 27 жовтня 1998 р. рішенням сесії Стражгородської сільської ради.
Автор — А. Гречило.

## Опис
Квадратне полотнище, розділене вертикально на дві рівновеликі смуги, посередині ключ вушком вгору, розділений в обернених кольорах, на жовтому фоні — червона 8-променева зірка, на чорному — білий півмісяць, повернутий ріжками до ключа.

## Значення символів
Символи характеризують Стражгород як давнє козацьке містечко та розкривають його історію. Ключ вказує на сторожову функцію поселення, яка здійснювалася і вдень (зірка у жовтому полі), і вночі (місяць у чорному).